# Jaworiwka (obwód żytomierski)
Jaworiwka (ukr. Яворівка) – wieś na Ukrainie, w obwodzie żytomierskim, w rejonie nowogrodzkim. W 2001 roku liczyła 318 mieszkańców.
Pod koniec XIX w. wieś Dziekunka w powiecie z siedzibą w Nowogradzie Wołyńskim, w gminach Chulsk (1881 r.) i Rohaczów (1900 r.), parafia prawosławna w Czernicy, oddalonej o 6 w. We wsi znajdowała się huta szkła, odlewnia żelaza z wielkim piecem  i smolarnia. Własność Lubomirskich, Czaplisów, Jabłonowskich oraz hrabiów Tyszkiewiczów. 